# Premi del Cinema Europeu al millor guió
El Premi del Cinema Europeu al Millor Guionista és un guardó que s'atorga als Premis del Cinema Europeu anual per reconèixer un guionista que hagi fet un guió excepcional en una indústria cinematogràfica. El premi l'ofereix l'Acadèmia de Cinema Europeu (EFA) i es va lliurar per primera vegada el 1988 al director i guionista francès Louis Malle per Au revoir les enfants.
István Szabó, Agnès Jaoui, Jean-Pierre Bacri, Thomas Vinterberg, Tobias Lindholm, Ruben Östlund i Paweł Pawlikowski són els únics guionistes que han rebut aquest premi més d'una vegada, amb dues victòries cadascun.

## Guanyadors i nominats

### Dècada de 1980
| Any        | Guanyador i nominats                                    | Títol                         |
| ---------- | ------------------------------------------------------- | ----------------------------- |
| 1988 (1rs) | Louis Malle                                             | Au revoir les enfants         |
| 1988 (1rs) | Manoel de Oliveira                                      | Os Canibais                   |
| 1988 (1rs) | Terence Davies                                          | Veus distants                 |
| 1988 (1rs) | Daniele Luchetti Franco Bernini Angelo Pasquini         | Domani accadrà                |
| 1988 (1rs) | Wolfgang Held                                           | Einer trage des anderen Last  |
| 1989 (2ns) | Maria Khmelik                                           | Màlenkaia Vera/Ма́ленькая Ве́ра |
| 1989 (2ns) | Géza Bereményi                                          | Eldorádó                      |
| 1989 (2ns) | Þráinn Bertelsson                                       | Magnús                        |
| 1989 (2ns) | Theodoros Angelopoulos Tonino Guerra Thanassis Valtinos | Topio stin omichli            |
| 1989 (2ns) | Maciej Dejczer Cezary Harasimowicz                      | 300 mil do nieba              |

### Dècada del 1990
| Any         | Guanyador i nominats                              | Títol                                            |
| ----------- | ------------------------------------------------- | ------------------------------------------------ |
| 1990 (3rs)  | Vitali Kanevsky                                   | Zamri, umri, voskresni! (Замри, умри, воскресни) |
| 1990 (3rs)  | Ryszard Bugajski Janusz Dymek                     | Interrogation (Przesłuchanie)                    |
| 1990 (3rs)  | Etienne Glaser Madeleine Gustafsson Suzanne Osten | Skyddsängeln                                     |
| 1991 (4ts)  | Jaco Van Dormael                                  | Toto le héros                                    |
| 1992 (5ns)  | István Szabó                                      | Dolça Emma, estimada Böbe                        |
| 1993 (6ns)  | No es va atorgar                                  | No es va atorgar                                 |
| 1994 (7ns)  | No es va atorgar                                  | No es va atorgar                                 |
| 1995 (8ns)  | No es va atorgar                                  | No es va atorgar                                 |
| 1996 (9ns)  | Arif Aliev Serguei Bodrov Boris Giller            | Kavkazskiy plennik (Кавказский пленник)          |
| 1997 (10ns) | Chris Vander Stappen Alain Berliner               | Ma Vie en Rose                                   |
| 1997 (10ns) | Ademir Kenović Abdulah Sidran                     | Savršeni krug                                    |
| 1997 (10ns) | Andrei Kurkov                                     | Príiatel pokoinika                               |
| 1998 (11ns) | Peter Howitt                                      | Sliding Doors                                    |
| 1998 (11ns) | Lars von Trier                                    | Idioterne                                        |
| 1998 (11ns) | Alex van Warmerdam                                | Kleine Teun                                      |
| 1998 (11ns) | Jean-Pierre Bacri Agnès Jaoui                     | Coneixem la cançó                                |
| 1999 (12ns) | István Szabó Israel Horovitz                      | Sunshine                                         |
| 1999 (12ns) | Saša Gedeon                                       | Návrat idiota                                    |
| 1999 (12ns) | Ayub Khan Din                                     | East is East                                     |

### Dècada del 2000
| Any         | Guanyador i nominats                                                                          | Títol                                              |
| ----------- | --------------------------------------------------------------------------------------------- | -------------------------------------------------- |
| 2000 (13ns) | Agnès Jaoui Jean-Pierre Bacri                                                                 | El gust dels altres                                |
| 2000 (13ns) | Rafael Azcona                                                                                 | La lengua de las mariposas                         |
| 2000 (13ns) | Wolfgang Kohlhaase                                                                            | Die Stille nach dem Schuß                          |
| 2000 (13ns) | Nana Djordjadze Maria Zvereva Irakli Kvirikadze                                               | 27 otsdashvidi dakarguli kotsna 27 დაკარგული კოცნა |
| 2000 (13ns) | Doriana Leondeff Silvio Soldini                                                               | Pane e tulipani                                    |
| 2000 (13ns) | Dominik Moll Gilles Marchand                                                                  | Harry, un amic que us estima                       |
| 2001 (14ns) | Danis Tanović                                                                                 | Ničija zemlja                                      |
| 2001 (14ns) | Laurent Cantet Robin Campillo                                                                 | L'Emploi du temps                                  |
| 2001 (14ns) | Michael Haneke                                                                                | La pianista                                        |
| 2001 (14ns) | Achero Mañas                                                                                  | El Bola                                            |
| 2001 (14ns) | Jean-Louis Milesi Robert Guédiguian                                                           | La ville est tranquille                            |
| 2001 (14ns) | Ettore Scola Silvia Scola Giacomo Scarpelli Furio Scarpelli                                   | Competència deslleial                              |
| 2002 (15ns) | Pedro Almodóvar                                                                               | Hable con ella                                     |
| 2002 (15ns) | Jacques Audiard Tonino Benacquista                                                            | Llegeix-me els llavis                              |
| 2002 (15ns) | Paul Greengrass                                                                               | Bloody Sunday                                      |
| 2002 (15ns) | Aki Kaurismäki                                                                                | Mies vailla menneisyyttä                           |
| 2002 (15ns) | Krzysztof Kieślowski Krzysztof Piesiewicz                                                     | Heaven                                             |
| 2002 (15ns) | Paul Laverty                                                                                  | Sweet Sixteen                                      |
| 2002 (15ns) | François Ozon                                                                                 | 8 femmes                                           |
| 2003 (16ns) | Bernd Lichtenberg                                                                             | Good Bye, Lenin!                                   |
| 2003 (16ns) | Lars von Trier                                                                                | Dogville                                           |
| 2003 (16ns) | Sandro Petraglia Stefano Rulli                                                                | La meglio gioventù                                 |
| 2003 (16ns) | Hanif Kureishi                                                                                | The Mother                                         |
| 2003 (16ns) | Dušan Kovačević                                                                               | Profesionalac ('Професионалац)                     |
| 2003 (16ns) | Steven Knight                                                                                 | Dirty Pretty Things                                |
| 2004 (17ns) | Agnès Jaoui Jean-Pierre Bacri                                                                 | Com una imatge                                     |
| 2004 (17ns) | Paul Laverty                                                                                  | Ae Fond Kiss…                                      |
| 2004 (17ns) | Jean-Luc Godard                                                                               | Notre musique                                      |
| 2004 (17ns) | Pedro Almodóvar                                                                               | La mala educación                                  |
| 2004 (17ns) | Alejandro Amenábar Mateo Gil                                                                  | Mar adentro                                        |
| 2004 (17ns) | Fatih Akin                                                                                    | Gegen die Wand / Duvara Karşı                      |
| 2005 (18ns) | Hany Abu-Assad Bero Beyer                                                                     | Paradise Now الجنّة الآن                            |
| 2005 (18ns) | Anders Thomas Jensen                                                                          | Adams Æbler                                        |
| 2005 (18ns) | Anders Thomas Jensen                                                                          | Brødre                                             |
| 2005 (18ns) | Cristi Puiu Răzvan Rădulescu                                                                  | La mort del senyor Lazarescu                       |
| 2005 (18ns) | Dani Levy Holger Franke                                                                       | Alles auf Zucker!                                  |
| 2005 (18ns) | Michael Haneke                                                                                | Caché                                              |
| 2005 (18ns) | Mark O'Halloran                                                                               | Adam & Paul                                        |
| 2006 (19ns) | Florian Henckel von Donnersmarck                                                              | La vida dels altres                                |
| 2006 (19ns) | Pedro Almodóvar                                                                               | Volver                                             |
| 2006 (19ns) | Paul Laverty                                                                                  | The Wind That Shakes the Barley                    |
| 2006 (19ns) | Corneliu Porumboiu                                                                            | 12:08 East of Bucharest                            |
| 2007 (20ns) | Fatih Akin                                                                                    | Auf der anderen Seite                              |
| 2007 (20ns) | Eran Kolirin                                                                                  | La banda ens visita ביקור התזמורת                  |
| 2007 (20ns) | Peter Morgan                                                                                  | La reina                                           |
| 2007 (20ns) | Cristian Mungiu                                                                               | 4 luni, 3 saptamini si 2 zile                      |
| 2008 (21ns) | Matteo Garrone Roberto Saviano Maurizio Braucci Ugo Chiti Gianni Di Gregorio Massimo Gaudioso | Gomorra'                                           |
| 2008 (21ns) | Ari Folman                                                                                    | Vals Im Bashir ואלס עם באשיר                       |
| 2008 (21ns) | Suha Arraf Eran Riklis                                                                        | 'Etz Limon شجرة ليمون / עץ לימון                   |
| 2008 (21ns) | Paolo Sorrentino                                                                              | Il divo                                            |
| 2009 (22ns) | Michael Haneke                                                                                | Das weiße Band                                     |
| 2009 (22ns) | Jacques Audiard Thomas Bidegain                                                               | Un profeta                                         |
| 2009 (22ns) | Simon Beaufoy                                                                                 | Slumdog Millionaire                                |
| 2009 (22ns) | Gianni Di Gregorio                                                                            | Pranzo di ferragosto                               |

### Dècada del 2010
| Any         | Guanyador i nominats                                                                    | Títol                                              |
| ----------- | --------------------------------------------------------------------------------------- | -------------------------------------------------- |
| 2010 (23rd) | Robert Harris Roman Polanski                                                            | L'escriptor                                        |
| 2010 (23rd) | Jorge Guerricaechevarría Daniel Monzón                                                  | Celda 211                                          |
| 2010 (23rd) | Samuel Maoz                                                                             | Lebanon                                            |
| 2010 (23rd) | Radu Mihăileanu                                                                         | El concert                                         |
| 2011 (24ns) | Jean-Pierre Dardenne Luc Dardenne                                                       | El nen de la bicicleta                             |
| 2011 (24ns) | Anders Thomas Jensen                                                                    | En un món millor                                   |
| 2011 (24ns) | Aki Kaurismäki                                                                          | Le Havre                                           |
| 2011 (24ns) | Lars von Trier                                                                          | Melancolia                                         |
| 2012 (25ns) | Tobias Lindholm Thomas Vinterberg                                                       | Jagten                                             |
| 2012 (25ns) | Cristian Mungiu                                                                         | După dealuri                                       |
| 2012 (25ns) | Michael Haneke                                                                          | Amor                                               |
| 2012 (25ns) | Roman Polanski Yasmina Reza                                                             | Un déu salvatge                                    |
| 2012 (25ns) | Olivier Nakache Éric Toledano                                                           | Intocable                                          |
| 2013 (26ns) | François Ozon                                                                           | A la casa                                          |
| 2013 (26ns) | Paolo Sorrentino Umberto Contarello                                                     | La grande bellezza                                 |
| 2013 (26ns) | Tom Stoppard                                                                            | Anna Karenina                                      |
| 2013 (26ns) | Giuseppe Tornatore                                                                      | La migliore offerta                                |
| 2013 (26ns) | Felix Van Groeningen Carl Joos                                                          | Alabama Monroe                                     |
| 2014 (27ns) | Paweł Pawlikowski Rebecca Lenkiewicz                                                    | Ida                                                |
| 2014 (27ns) | Ebru Ceylan Nuri Bilge Ceylan                                                           | Kış Uykusu                                         |
| 2014 (27ns) | Jean-Pierre Dardenne Luc Dardenne                                                       | Dos dies, una nit                                  |
| 2014 (27ns) | Steven Knight                                                                           | Locke                                              |
| 2014 (27ns) | Oleg Negin Andrei Zviàguintsev                                                          | Leviatan (Левиафан)                                |
| 2015 (28ns) | Yorgos Lanthimos Efthimis Filippou                                                      | Llagosta                                           |
| 2015 (28ns) | Radu Jude Florin Lazarescu                                                              | Aferim!                                            |
| 2015 (28ns) | Alex Garland                                                                            | Ex Machina                                         |
| 2015 (28ns) | Andrew Haigh                                                                            | 45 Years                                           |
| 2015 (28ns) | Roy Andersson                                                                           | En duva satt på en gren och funderade på tillvaron |
| 2015 (28ns) | Paolo Sorrentino                                                                        | Youth - La giovinezza                              |
| 2016 (28ns) | Maren Ade                                                                               | Toni Erdmann                                       |
| 2016 (28ns) | Paul Laverty                                                                            | I, Daniel Blake                                    |
| 2016 (28ns) | Emma Donoghue                                                                           | Room                                               |
| 2016 (28ns) | Cristian Mungiu                                                                         | Bacalaureat                                        |
| 2016 (28ns) | Tomasz Wasilewski                                                                       | Zjednoczone stany milosci                          |
| 2017 (30ns) | Ruben Östlund                                                                           | The Square                                         |
| 2017 (30ns) | Ildikó Enyedi                                                                           | Teströl és lélekröl                                |
| 2017 (30ns) | Yorgos Lanthimos Efthimis Filippou                                                      | The Killing of a Sacred Deer                       |
| 2017 (30ns) | Oleg Negin Andrei Zviàguintsev                                                          | Neliúbov                                           |
| 2017 (30ns) | François Ozon                                                                           | Frantz                                             |
| 2018 (31ns) | Paweł Pawlikowski                                                                       | Zimna wojna                                        |
| 2018 (31ns) | Ali Abbasi Isabella Eklöf John Ajvide Lindqvist                                         | Border                                             |
| 2018 (31ns) | Matteo Garrone Ugo Chiti Massimo Gaudioso                                               | Dogman                                             |
| 2018 (31ns) | Gustav Möller Emil Nygaard Albertsen                                                    | Den skyldige                                       |
| 2018 (31ns) | Alice Rohrwacher                                                                        | Lazzaro felice                                     |
| 2019 (32ns) | Céline Sciamma                                                                          | Retrat d'una dona en flames                        |
| 2019 (32ns) | Pedro Almodóvar                                                                         | Dolor y gloria                                     |
| 2019 (32ns) | Marco Bellocchio Valia Santella Ludovica Rampoldi Francesco Piccolo Francesco La Licata | El traïdor                                         |
| 2019 (32ns) | Ladj Ly Giordano Gederlini Alexis Manenti                                               | Els miserables                                     |
| 2019 (32ns) | / Roman Polanski Robert Harris                                                          | L'oficial i l'espia                                |

### Dècada del 2020
| Any                                                          | Guanyador i nominats               | Títol                                  |
| ------------------------------------------------------------ | ---------------------------------- | -------------------------------------- |
| 2020 (33ns)                                                  | Thomas Vinterberg Tobias Lindholm  | Una altra ronda                        |
| 2020 (33ns)                                                  | Martin Behnke Burhan Qurbani       | Berlin Alexanderplatz                  |
| 2020 (33ns)                                                  | Costa-Gavras                       | Comportar-se com adults                |
| 2020 (33ns)                                                  | Damiano and Fabio D'Innocenzo      | Favolacce                              |
| 2020 (33ns)                                                  | Pietro Marcello Maurizio Braucci   | Martin Eden                            |
| 2020 (33ns)                                                  | Mateusz Pacewicz                   | Boże Ciało                             |
| 2021 (34ns)                                                  | Florian Zeller Christopher Hampton | El pare                                |
| 2021 (34ns)                                                  | Radu Jude                          | Babardeală cu bucluc sau porno balamuc |
| 2021 (34ns)                                                  | Paolo Sorrentino                   | È stata la mano di Dio                 |
| 2021 (34ns)                                                  | Jasmila Žbanić                     | Quo Vadis, Aida?                       |
| 2021 (34ns)                                                  | / Joachim Trier Eskil Vogt         | Verdens verste menneske                |
| 2022 (35ns)                                                  | Ruben Östlund                      | Triangle of Sadness                    |
| 2022 (35ns)                                                  | Arnau Vilaró Carla Simón           | Alcarràs                               |
| 2022 (35ns)                                                  | Kenneth Branagh                    | Belfast                                |
| 2022 (35ns)                                                  | Lukas Dhont Angelo Tijssens        | Close                                  |
| 2022 (35ns)                                                  | / Ali Abbasi Afshin Kamran Bahrami | Holy Spider                            |
| 2023 (36ns)                                                  |                                    |                                        |
| Arthur Harari Justine Triet                                  | Anatomie d'une chute               |                                        |
| Aki Kaurismäki                                               | Kuolleet lehdet                    |                                        |
| Agnieszka Holland Gabriela Łazarkiewicz-Sieczko Maciej Pisuk | Zielona granica                    |                                        |
| İlker Çatak Johannes Duncker                                 | Das Lehrerzimmer                   |                                        |
| Jonathan Glazer                                              | The Zone of Interest               |                                        |

## Majors guanyadors i nominats
| Guionista           | Premis | Nominacions |
| ------------------- | ------ | ----------- |
| Paweł Pawlikowski   | 2      | 2           |
| István Szabó        | 2      | 2           |
| Ruben Östlund       | 2      | 2           |
| Tobias Lindholm     | 2      | 2           |
| Thomas Vinterberg   | 2      | 2           |
| Michael Haneke      | 1      | 4           |
| Pedro Almodóvar     | 1      | 4           |
| François Ozon       | 1      | 3           |
| Germans Dardenne    | 1      | 2           |
| Roman Polanski      | 1      | 2           |
| Fatih Akin          | 1      | 2           |
| Ugo Chiti           | 1      | 2           |
| Efthimis Filippou   | 1      | 2           |
| Matteo Garrone      | 1      | 2           |
| Massimo Gaudioso    | 1      | 2           |
| Yorgos Lanthimos    | 1      | 2           |
| Paolo Sorrentino    | 0      | 4           |
| Paul Laverty        | 0      | 4           |
| Cristian Mungiu     | 0      | 3           |
| Lars von Trier      | 0      | 3           |
| Aki Kaurismäki      | 0      | 2           |
| Ali Abbasi          | 0      | 2           |
| Andrei Zviàguintsev | 0      | 2           |
| Radu Jude           | 0      | 2           |
| Maurizio Braucci    | 0      | 2           |